# الیمینیشن چمبر (۲۰۱۴)
الیمینیشن چمبر یا اتاق نابودی (به انگلیسی: Elimination Chamber) یک رویداد غیر رایگان (Pay-Per-View) در کشتی حرفه‌ای است که توسط کمپانی دبلیو دبلیو ای تهیه می‌شود و این دوره‌اش هم که پنجمین دوره آن بود در ۲۳ فوریه ۲۰۱۴ در مجموعه ورزشی تارگت سنتر شهر مینیاپولیس ایالت مینه‌سوتا برگزار شد. روند معمول این مسابقات این است که حداقل یک مسابقه درون محفظه نابودی خواهد بود.

## زمینه سازی
الیمینیشن چمبر شامل مسابقاتی بین دشمنی‌های موجود، ماجراهای پیش آمده و استوری‌هایی خواهد بود که پیش از این در برنامه‌های راو یا اسمک داون پخش شده بود. کشتی‌گیرها با توجه به مسابقات یا سری اتفاقاتی که برایشان رخ می‌دهد و تنش را به حد اکثر می‌رساند، نقش منفی یا قهرمان به خود می‌گیرند.
مسابقه اصلی، مسابقه الیمینیشن چمبر بود که طی آن رندی اورتِن که کمربند دبلیودبلیوئی سنگین وزن جهان خود را در رویال رامبل مقابل سینا حفظ کرده بود اینبار مقابل پنج نفر باید از آن دفاع می‌کرد. در راو شب بعد از رویال رامبل، دنیل براین با رووسا(به انگلیسی: The Authority) روبرو شد تا در مورد کنار گذاشته شدنش از مسابقه رامبل بحث کند. استفنی مک‌ماهون با گفتن اینکه خودش و تریپل اچ نیخواستند که بر این در یک شب در دو مسابقه حضور داشته باشد تا آسیب نبیند، سعی کرد قضیه را جمع کند ولی بر این گفت که رووسا با او دشمنی شخصی دارند و همه‌اش بخاطر این است که او از آن‌ها محبوب‌تر است و سپس از تریپل اچ خواست تا او را هم وارد مسابقه چمبر کند تا مقابل اورتن قرار بگیرد. تریپل اچ گروه شیلد را وارد رینگ کرد تا به بر این حمله کنند ولی شیمسِ تازه بازگشته و جان سینا به کمک بر این آمدند. این درگیری باعث تعیین مسابقه‌ای در همان شب شد؛ یک مسابقه تگ تیم شش نفره بین گروه شیلد و شیمس، بر این وسینا برای تعیین سه شخص حاضر در چمبر مقابل اورتن؛ به این صورت که هر کدام از این دو تیم برنده می‌شد هر سه عضو آن وارد چمبر می‌شود. طی این مسابقه ناگهان خانواده وایِت به بر این و شیمس و سینا حمله کردن و باعث Disqualify شدن گروه شیلد شدند؛ به این ترتیب، سینا، شیمس و بر این به مسابقه الیمینیشن چمبر راه یافتند. در قسمت ۳۱ ژانویه اسمک داون هم، کریسچن مقابل جک سوئگر و آنتونیو سزارو مقابل دولف زیگلر به برتری رسیدند تا دو نفر باقی‌مانده مسابقه الیمینیشن چمبر هم مشخص شود. در راو ۳ فوریه، استفنی مک‌ماهون اعلام کرد که اورتن باید در هفته‌های باقی‌مانده پیش رو تا الیمینیشن چمبر در مقابل تک تک رقبایش قرار بگیرد. او از بر این در همان شب شکست خورد؛ در اسمک‌داون ۷ فوریه کریسچن را شکست داد، سپس در راو ۱۰ فوریه از سینا و در اسمک‌داون ۱۴ فوریه از سِزارو شکست خورد. آخرین رقیب او یعنی شیمس هم در راو ۱۷ فوریه، بخاطر دخالت گروه شیلد و کمک به اورتِن با تسلیم (به انگلیسی: Disqualification) به برتری رسید.
در قسمت ۳۱ ژانویه اسمک داون همچنین از آنجایی که خانواده وایِت باعث شدند تا اعضای گروه شیلد فرصت قهرمانی کمربند دبلیودبلیوئی سنگین وزن جهان را از دست بدهند، شیلد آن‌ها را به یک مسابقه در PPV پیش رو فراخواندند و بعد از اینکه به توصیه تریپل اچ مبنی بر فراموش کردن موضوع توجهی نکردند این مسابقه تگ تیم شش نفره بین این دو گروه ثبت شد.
پس از اینکه در دسامبر، بازگشت باتیستا به دبلیودبلیوئی اعلام شد آلبرتو دل ریو هر زمان که تبلیغی از باتیستا پخش می‌شد وارد صحنه شده و می‌گفت همه باید دربارهٔ او صحبت کنند نه در مورد باتیستا و قسم خورد که در مسابقه رویال رامبل او را از رینگ به بیرون خواهد انداخت؛ در راو ۲۰ ژانویه، دل‌ریو ری میستریو را شکست داد؛ در همان حال که دلریو پیروزی‌اش را جشن می‌گرفت باتیستا وارد شد (اینجا بازگشت باتیستا به کمپانی است) و سپس به دل‌ریو فن باتیستا بام(به انگلیسی: Batista Bomb) زد. دل‌ریو به عنوان شماره ۲۷ و باتیستا به عنوان شماره ۲۸ وارد رامبل شدند. باتیستا خیلی زود دل‌ریو را از رینگ خارج کرد. در راو ۳ فوریه، باتیستا مشغول صحبت در رینگ بود که دل‌ریو وارد شد و به او حمله‌ور شد. دل‌ریو وقتی دید باتیستا دوباره دارد بر او غلبه می‌کند از رینگ فرار کرد. در راو هفته بعد، بعد از اینکه دل‌ریو دولف زیگلر را شکست داد باتیستا وارد شده و به دل‌ریو حمله کرد و با فن باتیستا بام او را بر روی میز گزارشگران کوبید. دقایقی بعد، تریپل اچ اعلام کرد که این‌دو، در PPV با هم مسابقه خواهند داد.
طبق اعلام وب‌سایت WWE.com قرار شد در این پِی-پِر-ویو برادران اوسو(جیمی و جِی اوسو) در یک مسابقه تگ تیم برای قهرمانی کمربند تگ تیم به مصاف دِ نو اِیج اَوت‌لاز(دِ رُود داگ و بیلی گان) بروند. این مسابقه بعد از درخواست برادران اوسو مبنی بر مبارزه بر سر کمربند ثبت شد که اَوت‌لاز هم آن را پذیرفتند.
دو یار گروه منحل شدهٔ Prime Time Players یعنی تایتِس اُنیل و دِرِن یانگ هم در این مسابقات با هم مبارزه می‌کنند. این مسابقه در اسمک‌داون ۳۱ ژانویه شکل گرفت بعد از اینکه آن‌ها در یک مسابقه تگ تیم شکست خوردند و تایتس ناگهان به یانگ حمله کرد و گفت که یانگ «یک بار اضافه» است و «باعث پس‌رفت» او شده‌است.
در اسمک‌داون ۱۳ فوریه، جک سوئگر در یک مسابقه مرگبار چهار جانبه(به انگلیسی: Fatal Four-Way Match) مارک هنری، ری میستریو و کوفی کینگستون را شکست داد تا رقیب شماره یک بیگ ای برای کمربند قهرمانی بین قاره‌ای شود و قرار شد در PPV با او مبارزه کند.
مسابقه آغازین این PPV بین برادران رودز(کُدی و گُلداست) و رایبک و کورتیس اکسل بود.

## نتایج
| شماره                                   | مسابقه | نوع مسابقه                                                     | مدت زمان |
| --------------------------------------- | --- | -------------------------------------------------------------- | -------- |
| مسابقه آغازین الیمینیشن چمبر (Pre-show) | کودی رودز و گُلداست پیروز مقابل کورتیس اکسل و رایبک (با همراهی لَری هِنیگ، پدربزرگ کورتیس اَکسِل)                | مسابقه تگ تیم                                                  | ۸:۴۰     |
| ۱                                       | بیگ ای (قهرمان کنونی) پیروز مقابل جک سوئگر (با همراهی زِب کُلتِر)                                              | مسابقه تک نفره برایقهرمانی کمربند بین قاره‌ای                   | ۱۱:۴۶    |
| ۲                                       | دِ نو اِیج اَوت‌لاز (رُود داگ و بیلی گان)(قهرمانان کنونی) پیروز مقابل یوسوس (جیمی و جِی یوسو)                     | مسابقه تگ تیم برای قهرمانی کمربند تگ تیم                       | ۸:۱۸     |
| ۳                                       | تایتِس اُنیل پیروز مقابل درن یانگ                                                                             | مسابقه تک نفره                                                 | ۶:۲۹     |
| ۴                                       | خانواده وایِت (بری وایت، لوک هارپر، و اریک رووان) پیروز مقابل گروه شیلد (دین امبروز، سث رالینز، و رومن رینز) | مسابقه تگ تیم شش نفره                                          | ۲۲:۳۷    |
| ۵                                       | کامرون پیروز مقابل ای جی لی (قهرمان کنونی) (با همراهی تامینا اسنوکا) با تسلیم(به انگلیسی: Disqualification) | مسابقه تک نفره برای قهرمانی کمربند دیواز                       | ۳:۵۲     |
| ۶                                       | باتیستا پیروز مقابل آلبرتو دل ریو                                                                           | مسابقه تک نفره                                                 | ۸:۰۰     |
| ۷                                       | رندی اورتِن (قهرمان کنونی) پیروز مقابل جان سینا، شِیمِس، دنیل براین، سِزارو (با همراهی زِب کولتِر) و کریسچن       | مسابقه الیمینیشن چمبر بر سر کمربند دبلیودبلیوئی سنگین وزن جهان | ۳۷:۲۴    |

### ترتیب ورود به مسابقه اصلی و ترتیب نابودی‌ها
| شکست خورده | کشتی‌گیر    | ترتیب ورود | شکست خورده توسط | روش شکست دادن                                                              | مدت زمان |
| ---------- | ---------- | ---------- | --------------- | -------------------------------------------------------------------------- | -------- |
| 1          | شیمس       | ۲          | کریسچن          | بعد از اینکه کریسچن از بالای محفظه بر روی او پرید و او را کاور کرد، پین شد | ۲۶:۰۰    |
| 2          | کریسچن     | ۴          | دنیل براین      | بعد از خوردن ضربه زانوی خشن(High Knee) پین شد                              | ۲۷:۰۷    |
| 3          | سِزارو      | ۱          | جان سینا        | با اِس‌تی‌اِف تسلیم شد                                                         | ۳۰:۰۴    |
| 4          | جان سینا   | ۵          | رندی اورتن      | بعد از خوردن فن سیستِر اَبیگِیل کیس از بری وایت، پین شد                       | ۳۲:۳۲    |
| 5          | دنیل براین | ۳          | رندی اورتن      | بعد از خوردن آر کی او پین شد                                               | ۳۷:۲۴    |
| برنده      | رندی اورتن | ۶          | N/A             | N/A                                                                        |          |